# Liste der bulgarischen Botschafter in Russland

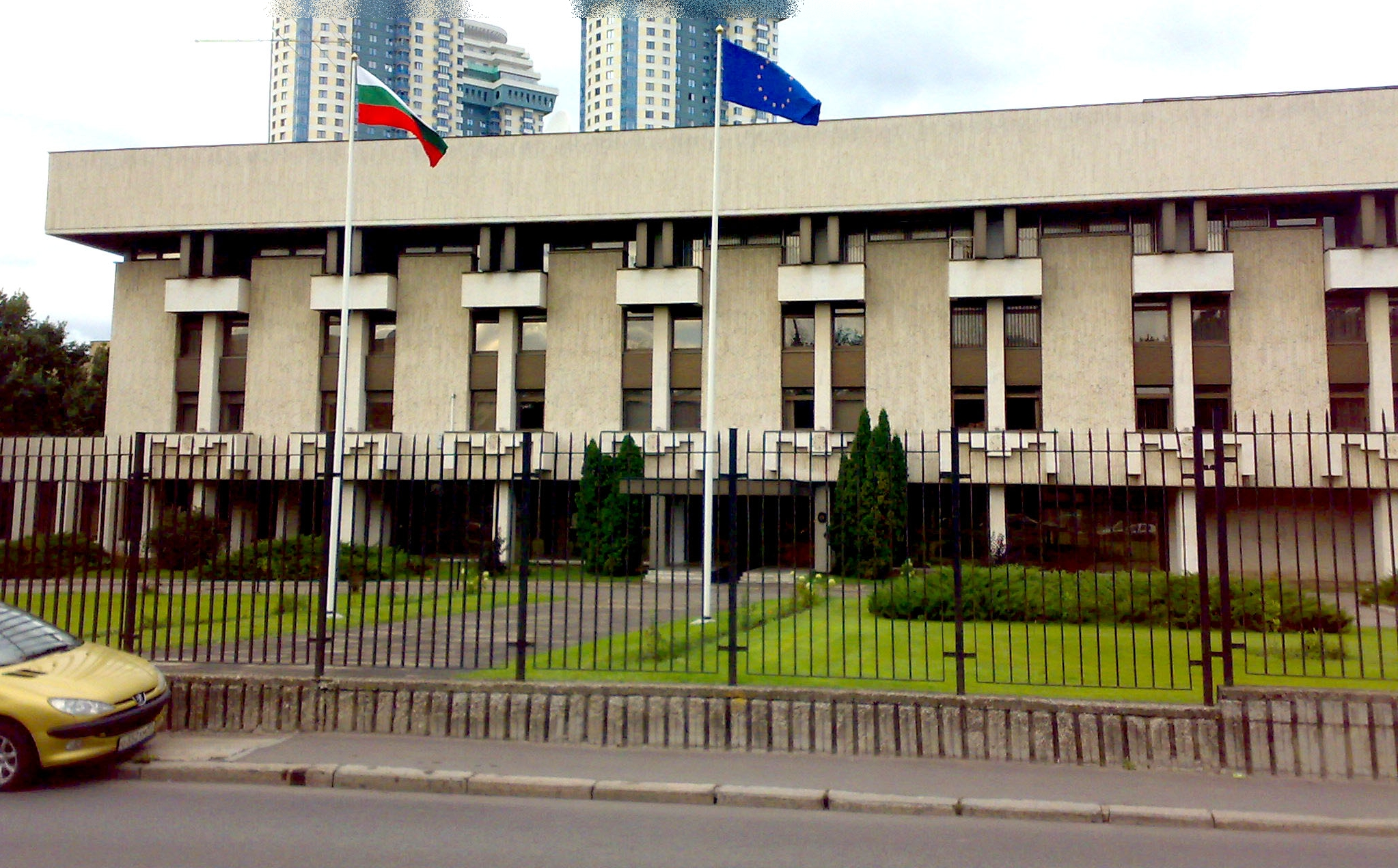
Bulgarische Botschaft in Moskau

Liste der bulgarischen Botschafter in Russland.

## Missionschefs
Hinweis: Diese Liste gliedert sich gemäß der Staatenfolge für Bulgarien.

### Gesandte des Fürstentum und Königreich Bulgarien (bis 1946)
Diplomatische Agenten des Fürstentum Bulgarien (1878–1908) und Gesandte des Königreich Bulgarien (1908–1946) im Russischen Kaiserreich (bis 1915) und in der Sowjetunion (ab 1918) 
1883: Aufnahme diplomatischer Beziehungen
- 1883–1883: Konstantin Stoilow (1853–1901)

...
- 1897–1906: Dimitar Stantschow (1863–1940)
- 1906–1908: Stefan Paprikow (1858–1920)
- 1908–1909: Dimitar Tschokow
- 1910–1912: Stefan Paprikow (1858–1920)
- 1912–1913: Stefan Bobchew (1853–1940)
- 1913–1914: Radko Dimitriew (1859–1918)
- 1914–1915: Michail Madscharow (1854–1944)

1915 bis 1918: Unterbrechung der Beziehungen infolge des Ersten Weltkriegs
- 1918–1918: Stefan Chaprashikow (1888–1967)

...
- 1934–1936: Dimitar Michaltschew
- 1936–1939: Nikola Antonow (1888–1979)
- 1940–1940: Todor Christow (1890–1940)
- 1940–1941: Iwan Stamenow
- 1944–1946: Dimitar Michaltschew, Politischer Vertreter

### Botschafter der Volksrepublik Bulgarien (1946–1991)
Botschafter der Volksrepublik Bulgarien (1946–1991) in der Sowjetunion
1946: Aufnahme diplomatischer Beziehungen
- 1946–1949: Najden Kourdalanow, bis 1948: Gesandter
- 1949–1954: Stella Blagoewa
- 1954–1956: Karlo Todorow Lukanow (1897–1982)
- 1956–1963: Ljuben Nikolow
- 1963–1967: Stojan Karadjow (1884–1959)
- 1967–1973: Stojan Iwanow (1879–1933)
- 1973–1986: Dimiter Zhulew (1925–2012)
- 1986–1990: Georgi Stankow (1913–1990)
- 1991–1991: Wladimir Welchew, ab 1991 Botschafter der Republik Bulgarien

### Botschafter der Republik Bulgarien (seit 1991)
Botschafter der Republik Bulgarien (seit 1991) in der Russischen Föderation
- 1991–1992: Wladimir Welchew, bis 1991 Botschafter der Volksrepublik Bulgarien
- 1992–1994: Wolodja Neykow
- 1994–1997: Christo Miladinow
- 1997–2000: Wassily Takew
- 2000–2006: Ilijan Wassilew
- 2006–2012: Plamen Grozdanow
- 2012–2017: Bojko Kotzew[1]
- seit 2017 Atanas Krastin[2]

Stand: Januar 2022.